# Reação endotérmica

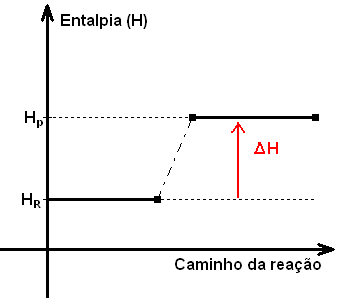
Hp = Entalpia dos produtos, Hr = Entalpia dos reagentes.

Uma reação endotérmica é uma reação química cuja energia total (entalpia) dos seus produtos é maior que a de seus reagentes, ou seja, ela absorve energia (na forma de calor). Um exemplo seria a decomposição da bauxita, para obtenção de alumínio.
Quando há separação de um composto, energia deve ser fornecida a ele, sendo portanto uma reação endotérmica de entalpia. Logo, a variação de entalpia é positiva.